# Ajvalija
Ajvalija je naselje, ki leži na Kosovu jugovzhodno od Prištine. V Ajvajliji se nahaja rudnik svinčevo-cinkove ter srebrne rude. Leta 1953 so rudnik temeljito obnovili in posodobili.